# Vanesa Núñez
Vanesa Núñez (* 16. Oktober 1981) ist eine ehemalige venezolanische Gewichtheberin.

## Karriere
Núñez gewann bei den Südamerikameisterschaften 2000 in Santa Fe die Goldmedaille in der Klasse bis 58 kg. 2007 belegte sie bei den Weltmeisterschaften 2007 in Chiang Mai den 21. Platz in der Klasse bis 63 kg. Bei den Panamerikanischen Meisterschaften 2008 in Callao war Núñez Dritte in der Klasse bis 69 kg. Bei der Dopingkontrolle wurde sie jedoch positiv auf Metandienon getestet, der Weltverband IWF sperrte sie daraufhin für vier Jahre.